# Entretien motivationnel
L'entretien motivationnel (EM) est une approche de la relation d'aide conceptualisée par William R. Miller et Stephen Rollnick à partir des années 1980. C'est un style de conversation collaboratif permettant de renforcer la motivation propre d’une personne et son engagement vers le changement. L'entretien est mené pour aider la personne dans l'exploration et la résolution de son ambivalence, par l'expression de ses motivations et le renforcement de ses capacités de changement.

## Historique
Décrit pour la première fois en 1983 par le psychologue américain William R. Miller, l’entretien motivationnel a d'abord été une approche d'intervention en addictologie. William R. Miller et Stephen Rollnick l'ont une première fois formalisé dans un manuel centré sur les changements de comportements addictifs (non traduit en français) en 1991. Ils ont révisé leur description dans un nouveau manuel en 2002 (première traduction française), étendant l'approche à tous les changements de comportement, puis à nouveau en 2012, élargissant encore le champ à l'ensemble des changements (deuxième édition française).
Miller et Rollnick ont, au début de leur réflexion, emprunté certains concepts au modèle transthéorique de changement (MTT) de Prochaska et DiClemente, modèle dont ils se sont progressivement séparés depuis. Selon Prochaska et DiClemente, les personnes en prise avec une problématique de dépendance passeraient par une série de stades de changement : précontemplation, contemplation, action, maintien, rechute. La psychologie humaniste et plus précisément l'approche centrée sur la personne de Carl Rogers est une autre source essentielle de l'entretien motivationnel.
Dans certaines études, essentiellement celles réalisées avant 2000, les interventions testées d'inspiration motivationnelle (thérapies de renforcement de la motivation ou Motivation Enhancement Therapy - MET) étaient réalisées en une à six séances , mais les plus récentes considèrent qu'une intervention peut relever de l'EM si et seulement si elle respecte la définition pragmatique de l'EM, vérifiée par cotation selon un protocole validé (MITI, pour Motivational Interviewing Treatment Integrity, traduit en français).
Les entretiens motivationnels montrent dans de nombreuses études une plus-value en comparaison avec d'autres types interventions auprès des patients, avec une meilleure efficacité mesurée par des critères de jugement qui dépendent du changement considéré et du champ de l'étude ,. Ces champs d'étude sont très nombreux, et ont fait l'objet de plusieurs méta-analyses et de cinq revues Cochrane spécifiques (Abus de substances, Tabac, Récupération après accident vasculaire cérébral, éducation thérapeutique du jeune patient atteint par le VIH et Prévention des problèmes d'alcool chez les jeunes adultes) ou non.
L'EM s'est progressivement diffusé au-delà du secteur de l'addictologie, et est aujourd'hui utilisé dans de nombreux contextes, notamment :
- dans le champ médical, dans le cadre de l'éducation thérapeutique, du traitement des maladies chroniques, de la diététique ;
- dans le champ social, notamment dans un contexte de prévention ;
- dans le champ de l'éducation, pour l'accompagnement des élèves en difficulté ;
- dans le champ judiciaire, pour l'accompagnement à la réinsertion après un parcours carcéral.

Les psychologues Christopher C. Wagner et Karen S. Ingersoll ont apporté un nouveau champ d'application de l'approche motivationnelle avec la publication (2012) de leur manuel (traduit et publié en français en 2015) Pratique de l'entretien motivationnel en groupe.
Il existe des regroupements internationaux ou nationaux de promotion de l'entretien motivationnel, dont le principal est le MINT (Motivational Interviewing Network of Trainers, créé en 1997), et dans l'espace francophone, l'AFDEM (Association francophone de diffusion de l'entretien motivationnel, créée en 2003). Le site du MINT recense l'ensemble des références scientifiques portant sur l'EM, en particulier son efficacité et ses mécanismes.

## Aspects théoriques

### Concepts fondamentaux

#### Motivation
L'entretien motivationnel perçoit la motivation comme « un processus interpersonnel, le produit d'une interaction entre personnes ». L'aidant, selon son attitude et la qualité de ses stratégies d'intervention, peut influencer favorablement ou négativement la motivation des personnes aidées, selon qu'il respecte et renforce ou au contraire menace l'autonomie du sujet. Il s'agit de rechercher et de laisser s'exprimer la motivation intrinsèque des personnes aidées, qui se fonde sur leur lecture de leurs intérêts et objectifs propres et de leurs valeurs fondamentales. De ce fait, elle est nécessairement évolutive dans le contexte de l'entretien, ce qui sépare profondément l'EM de l'approche du MTT.

#### Ambivalence
Le médecin et le patient doivent pouvoir parler des points positifs de prendre une substance : détente, plaisir, anxiolyse... L'ambivalence est source d'immobilité. Elle s'oppose aux changements. Le but des entretiens motivationnels est d'abord de faire ressortir cette ambivalence naturelle et de l'explorer en entretien clinique neutre et non directif. Une manière de l'explorer est d'utiliser l'outil de la « balance décisionnelle ». Le comportement actuel et le nouveau comportement possèdent chacun des avantages et des inconvénients sources de motivations conflictuelles à l'origine d'une ambivalence inhibitrice.
La perception d'inconvénients dans la situation actuelle peut générer une envie de changement. C'est ce qu'on appelle la motivation extrinsèque. Le patient cherche à fuir des situations menaçantes (sanitaires, professionnelles, familiales, etc.). Les avantages de la situation antérieure sont toujours présents à l'esprit et peuvent faire rechuter le patient dans la prise de produit. Les entretiens motivationnels cherchent à susciter une motivation intrinsèque (se sentir bien, estime de soi) en explorant les avantages perçus dans le changement. La motivation extrinsèque va engendrer une demande de changement, la motivation intrinsèque va pérenniser le changement.

#### Changement
Les "stades" du modèle transthéorique de changement ont été décrits de la manière suivante[réf. incomplète].
1. Pré-contemplation : Le patient ne pense pas avoir de problèmes avec sa consommation. Il n'envisage pas de changer de comportement, dont il ressent essentiellement les bénéfices.
2. Contemplation : à ce stade commence à se manifester l'ambivalence. Le patient envisage un changement de comportement mais il hésite à renoncer aux bénéfices de la situation actuelle. On parle alors de balance décisionnelle, qui amène à comparer les pour et les contre d'un changement avec ceux de son comportement actuel. Le patient passe ensuite dans une période ou il est décidé à faire des changements. Cette phase est très labile et difficile à déterminer ; c'est la phase de « décision ».
3. Action : le changement est engagé vers des modifications de son style de vie. Les difficultés sont importantes. Le soutien et l'encouragement sont nécessaires.
4. Maintien : à cette phase de consolidation, il convient de rester prudent car les tentations sont nombreuses de retourner au comportement problématique.
5. Rechute : la rechute est possible et fait partie du processus normal de changement. Ce n'est pas une manifestation pathologique mais un temps peut-être nécessaire à la réussite finale du processus.

Dans cette approche, à chaque stade le thérapeute devrait d'abord évaluer la situation du patient puis adapter son discours aux représentations du patient sur son comportement problématique, de façon à induire un passage au stade suivant.
Cette description des processus de changement a connu un grand succès mais a été peu validée et tend à laisser la place à l'approche plus spécifiquement motivationnelle du changement, qui s'appuie sur le renforcement de la motivation par un travail conscient de l'intervenant pour faire émerger puis renforcer le « discours-changement », qui est l'étape préparant sa mise en œuvre. Le discours-changement est prédictif du changement réel, et l'intervenant se donne donc la mission de le repérer lorsqu'il émerge dans la conversation, de le susciter et de le renforcer.

### Esprit de l'entretien motivationnel
L'essence de l'EM ne repose pas sur ses aspects techniques mais sur son esprit qui lui donne un style facilitant la relation interpersonnelles. Ainsi, l'EM repose sur les idées de partenariat, non-jugement, évocation et altruisme. Les concepts, méthodes et savoir-faire qui permettent sa mise en application découlent de ces principes éthiques fondamentaux.

#### Partenariat
L'EM considère la relation entre un intervenant et une personne aidée comme la collaboration entre deux experts : l'intervenant est expert dans son domaine (qu'il soit thérapeute, intervenant social, professeur, etc.), tandis que la personne est experte de sa propre vie ; c'est elle qui connaît ses faiblesses et difficultés, ses capacités et les ressources qui lui seront nécessaires pour évoluer. Cette reconnaissance de la complémentarité des savoirs scientifiques des intervenants et des savoirs expérientiels des patients en tant qu'experts de la vie avec la maladie permet la création d'une relation de soins basée sur l'apprentissage mutuel et la co-construction. La relation se doit d'être horizontale, et la problématique et sa résolution sont décrites et construites conjointement. La résolution des problèmes ne peut être apportée de l'extérieur, mais la relation permet que l'expertise de l'intervenant puisse enrichir celle du sujet, qui garde la responsabilité de la conduite de sa vie.

#### Non-jugement
Le principe de non-jugement est issu de l'approche de Carl Rogers. Il consiste à :
- porter un regard inconditionnellement positif sur la personne, c'est-à-dire l'accepter telle qu'elle est et croire en sa capacité à évoluer ;
- être dans une empathie approfondie, c'est-à-dire tenter de faire sien le cadre de référence de la personne, essayer d'envisager la manière dont elle perçoit le monde et sa propre situation ;
- respecter et soutenir l'autonomie de la personne. Ce principe est la base d'une intervention non confrontationelle, dans laquelle l'intervenant ne cherchera pas à contraindre l'autre ;
- valoriser en reconnaissant les capacités et les efforts de la personne.

#### Évocation
L'évocation désigne l'attitude de l'intervenant qui considère qu'il a pour tâche non de combler les manques ou les défauts de savoir du patient, mais de permettre que s'expriment ses idées propres, ses valeurs, ses capacités et ressources.

#### Altruisme
L'intervenant pratiquant l'EM ne peut le faire qu'au bénéfice de la personne aidée. Il est donc nécessaire de s'appuyer sur une bonne connaissance des bénéfices du changement considéré, et de s'assurer qu'on ne vise pas en priorité le bien de la société, ou celui de l'intervenant. Il est ainsi contraire à l'éthique de l'EM que de l'utiliser pour influencer un choix qui relève de la seule liberté du sujet (par exemple, poursuivre ou interrompre une grossesse) ou qui aurait pour conséquence la gratification de l'intervenant (par exemple, faire choisir une voiture plus chère, ou entrer dans une étude contrôlée). Toutefois, il n'est pas exclu d'utiliser l'EM dans des situations où la société peut tirer un avantage au changement, comme lorsqu'une personne infectée par le VIH suit mieux son traitement ou protège mieux ses partenaires d'une contagion; ou qu'un adolescent délinquant renonce à un comportement antisocial, car il sera le premier bénéficiaire de ce changement.

## Aspects pratiques

### Les 4 processus
Le déroulement de l'accompagnement d'une personne est envisagé comme la mise en œuvre de quatre processus qui sont à la fois successifs et interdépendants. Chaque processus repose sur les processus précédents, de sorte qu'il est régulièrement nécessaire de revenir à un processus antérieur pour pouvoir avancer à nouveau dans l'accompagnement. Les quatre processus sont:
1. L'engagement dans la relation
2. La focalisation
3. L'évocation
4. La planification.

Dans l'EM de groupe, la description par processus est à remplacer par un déroulement en phases :
1. L'engagement du groupe
2. L'exploration des points de vue des participants
3. L'élargissement des perspectives et le renforcement de l'élan vers le changement
4. L'entrée dans l'action.

### Compétences utilisées
Cinq outils relationnels sont principalement utilisés en entretien motivationnel :
- Poser des questions ouvertes : elles poussent le patient à développer ses idées et aller profondément dans ses réflexions. Elles permettent d’explorer l’ambivalence, les attentes et les possibilités de changement, et constituent le premier mouvement vers l’avant. Elles doivent, selon les principes de Carl Rogers, être congruentes et authentiques ;
- Valoriser : il s'agit de relever pour les renforcer les forces et ressources du patient, en s'appuyant sur son discours, sur des expériences antérieures réussies, sur les valeurs qui vont dans le sens du changement, etc. ; la valorisation semble avoir un effet propre dans le renforcement des perspectives de changement, selon des études récentes ;
- Pratiquer l'écoute réflective : il s'agit de renvoyer en miroir à la personne son propre discours, soit en relevant un mot ou une expression soit plus généralement en renvoyant le contenu explicite de son discours (reflet simple) ou en reformulant ce qu'elle a dit en incluant l'implicite (reflet complexe); on peut aussi éventuellement jouer sur l'intensité du propos ou souligner certains aspects, pour offrir la possibilité d'une nouvelle élaboration : on favorise ainsi la poursuite par la personne de l'exploration de l'idée qu'elle est en train de formuler ;
- Résumer : lorsqu'un ensemble de faits ou d'idées a été énoncé par la personne, résumer ses propos permet au praticien de faire valider ce qu'il a compris, mais aussi de mettre en lumière l’ambivalence ou son évolution, notamment lorsqu'apparaît ou s'accroît le discours-changement. Ils peuvent aussi permettre d'ouvrir une transition vers un autre thème de conversation; il est important à la fin d’un résumé d’inviter le client à le valider, le compléter ou le corriger s’il ne lui convient pas, afin que l'intervenant puisse redresser sa compréhension ;
- Informer et conseiller : pour respecter l'autonomie de la personne aidée, le praticien en EM demande à savoir ce que la personne connaît déjà sur le thème, vérifie l'accord de la personne avant de lui fournir de l'information, puis cherche à connaître l'écho induit chez elle par l'information délivrée (protocole "demander-fournir-demander" ou DFD)

Les 4 premières compétences, directement issues de l'approche de Carl Rogers, sont regroupées en français sous l'acronyme mnémotechnique « OuVER » (questions Ouvertes, Valorisation, Écoute Réflective, Résumés).

### De l'ambivalence à la décision de changer et à la réalisation du changement
L'intervenant utilisant l'EM utilise les outils relationnels ci-dessus dans l'objectif de parcourir avec le client (en individuel) ou avec les participants au groupe les processus ou les étapes qui conduisent à la décision de changer et à la réalisation du changement. En individuel, l'augmentation du discours-changement, sa transformation en discours d'engagement, la combinaison des sentiments d'importance du changement et de capacité à le réaliser annoncent la décision de changer, permise par la résolution de l'ambivalence. L'accompagnement du changement décidé peut intégrer les éléments apportés par l'expertise de l'intervenant, mais garde un style relationnel conforme à l'esprit de l'EM. En groupe, la cohésion et l'altruisme croissants du groupe renforce l'élan vers le changement des participants, soutient leur décision de changer et renforce les élaborations sur les moyens de réussir le changement.

### Quelques exemples de ce qu'on cherche à éviter dans l'EM
- Considérer que l'acceptation par le patient de l'étiquette d'alcoolique ou de toxicomane est essentielle au changement ;
- Convaincre à tout prix le patient d'accepter le diagnostic ;
- Tenir pour acquis que le patient est motivé ;
- Utiliser des techniques relationnelles confrontantes : blâmer, critiquer, juger, convaincre, contraindre... ;
- Argumenter pour le changement ;
- Donner ses motivations en faveur du changement sans chercher les motivations du patient...

### Bonnes pratiques
- Faire preuve d'empathie, ce qui incite à l'ouverture et au dévoilement de soi. Ne pas hésiter par exemple à reformuler des difficultés du patient ;
- Faire une évaluation neutre et objective de la situation de manière à faire ressortir les divergences entre la situation actuelle et la situation désirée (ou entre le comportement problématique et les valeurs propres du sujet) ;
- Renforcer le sentiment d'efficacité personnelle ;
- Abaisser la dissonance en adaptant son propre comportement.